# Гюртле-клітинна аденома
Гюртле-клітинна аденома — рідкісна доброякісна пухлина щитоподібної залози, яка зазвичай виявляється у жінок у віці від 70 до 80 років. Ця аденома характеризується наявністю маси доброякісних клітин Гюртле (клітини Асканазі, Б-клітини, онкоцити).  Зазвичай така маса видаляється, оскільки непросто передбачити малігнізується вона чи ні. Після малігнації вона перетворюється на підтип фолікулярного раку щитоподібної залози, який називається Гюртле-клітинною карциномою.

## Гістологія
Клітини Гюртле — збільшені епітеліальні клітини, що набувають рожевого забарвлення при фарбуванні гематоксилін-еозином, оскільки мають в цитоплазмі багато мітохондрій та гранульованої еозинофільної речовини. Часто виявляються в щитоподібній залозі. Ці клітини зазвичай доброякісні, але вони можуть бути злоякісними та метастазувати. Клітини Гюртле стійкі до випромінювання, але їх можна лікувати за допомогою радіоактивного йоду.

## Діагностика
Цю масу можна виявити та видалити до трансформації та метастазування, наприклад за допомогою ультразвукового дослідження. Після виявлення маса тестується за допомогою інвазивної тонкоголкової аспіраційної біопсії. Гюртле-клітинна аденома — доброякісний аналог Гюртле-клітинної карциноми. Ця аденома вкрай рідкісна і більш поширена у жінок. Сама аденома часто не шкідлива, але може злоякісно перероджуватися.

## Лікування
Існує три основні методи лікування Гюртле-клітинної аденоми. Після виявлення аденоми найчастіше вузли видаляють, щоб запобігти подальшому злоякісному переродженню. Часто проводиться тотальна тиреоїдектомія, тобто повне видалення щитоподібної залози. У деяких пацієнтів може бути видалена лише половина щитоподібної залози (лобектомія щитоподібної залози). Інший варіант лікування включає фармакологічне пригнічення вироблення гормонів щитоподібної залози, тоді пацієнти можуть потребувати перорального заміщення (наприклад, левотироксином), щоб підтримувати нормальний рівень гормонів щитоподібної залози. Ще одним варіантом лікування є радіоактивна йодна абляція. Це лікування зменшує частоту рецидивів. Крім того, клітини Гюртле погано реагують на радіоактивну йодну абляцію.

## Історія
Гюртле-клітинна аденома була відкрита доктором Джеймсом Юінгом 1928 року. Клітини Гюртле були відкриті в 1890-х роках і названі на честь Карла Гюртле та Макса Асканазі.